# Melita californica
Melita californica är en kräftdjursart. Melita californica ingår i släktet Melita och familjen Melitidae. Inga underarter finns listade i Catalogue of Life.